# Drehflügler

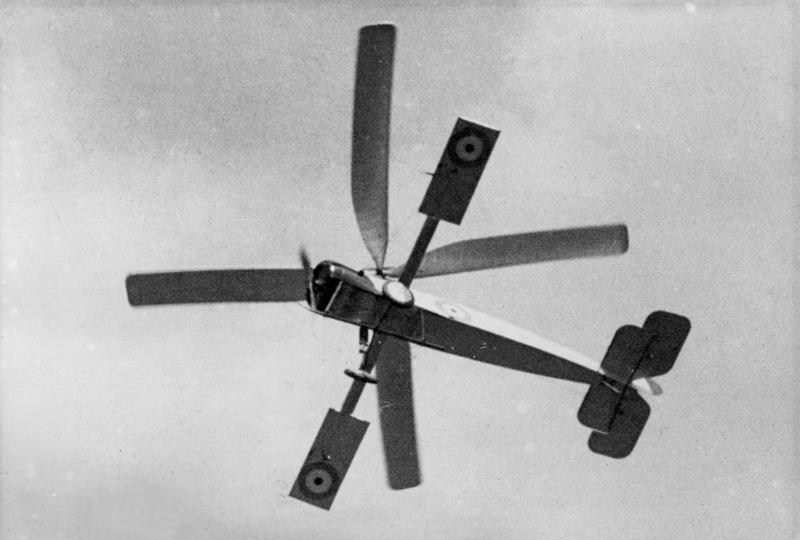
Cierva Autogiro-Tragschrauber
(1930 Vorführung in Croydon, England)

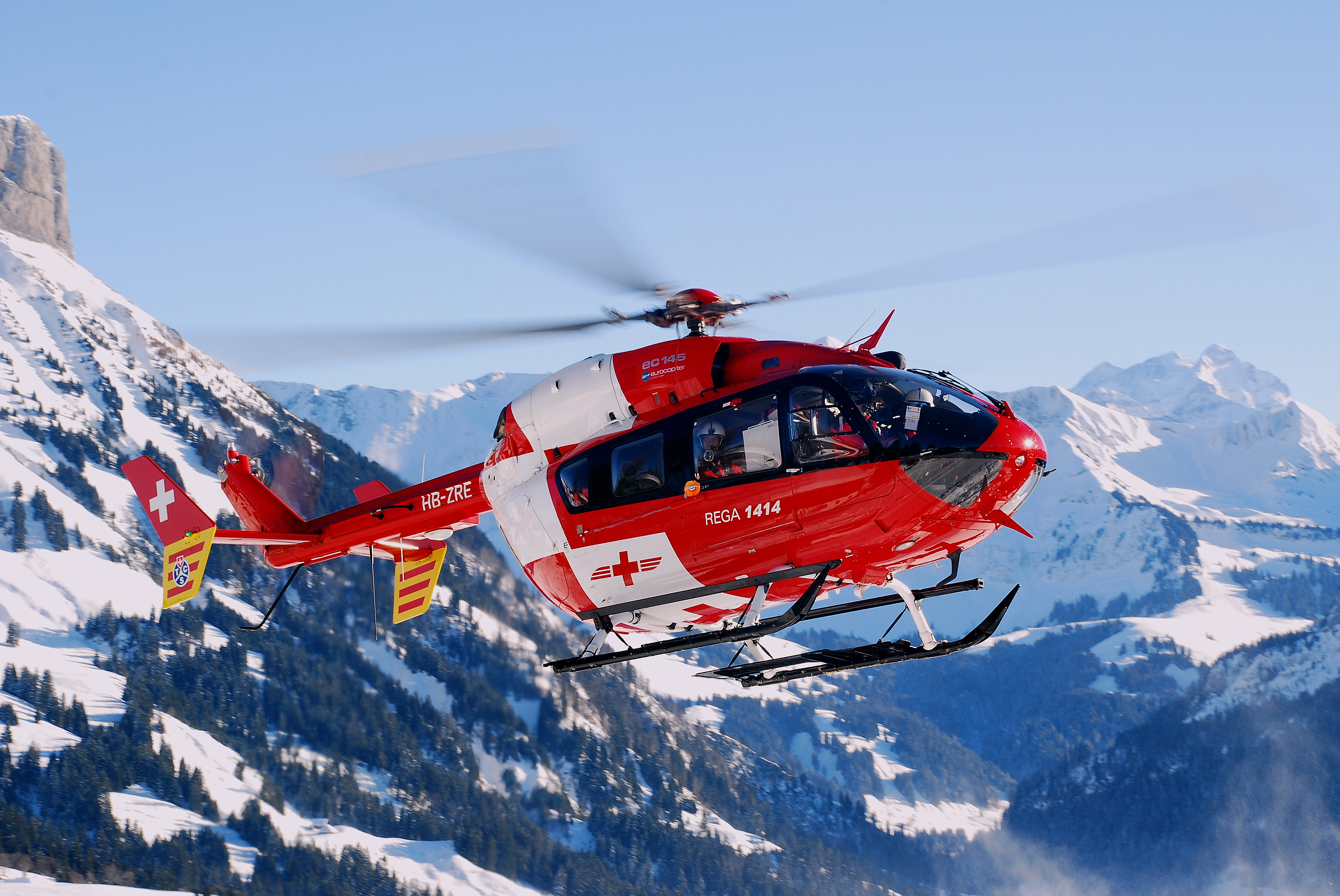
Hubschrauber, hier ein EC 145 (häufigste Untergruppe der Drehflügler)

Als Drehflügler (gelegentlich auch Drehflügelflugzeug oder Rotorflugzeug) bezeichnet man Luftfahrzeuge, die ihren Auftrieb durch mindestens einen, um eine vertikale Achse drehenden, Rotor erhalten. Bekannteste Vertreter dieser Gruppe von Luftfahrzeugen sind die Hubschrauber.

## Definition und Abgrenzung
Die Internationale Zivilluftfahrtorganisation ICAO definiert den Begriff Drehflügler wie folgt:

Rotorcraft. A power-driven heavier-than-air aircraft supported in flight by the reactions of the air on one or more rotors.

„Drehflügler. Ein motorgetriebenes Luftfahrzeug schwerer als Luft, das durch die Reaktion der Luft auf einen oder mehrere Rotoren fliegt.“

In Deutschland bilden die Drehflügler eine eigene Luftfahrzeugklasse, die an einem mit D-H beginnenden Luftfahrzeugkennzeichen zu erkennen ist. In letzter Zeit werden allerdings vermehrt auch besonders leichte Tragschrauber als motorisierte Luftsportgeräte eingetragen.
Gelegentlich werden die Drehflügler, da sie wegen  der höheren Dichte als Luft nicht fahren, sondern fliegen, auch als eine Untergruppe der Flugzeuge betrachtet, die eigentlichen Flugzeuge werden dann zur besseren Abgrenzung als Starrflügler, Starrflügelflugzeug oder Flächenflugzeug bezeichnet. Diese Einordnung widerspricht aber sowohl der rechtlichen Definition als auch dem allgemeinen Sprachgebrauch und kann damit als veraltet betrachtet werden. Alternativ kann man auch die Tragschrauber als gemeinsame Unterklasse von Flugzeugen und Drehflüglern bezeichnen, da deren Start- und Landeprinzip dem der Flugzeuge ähnelt.

## Typen

### Hubschrauber

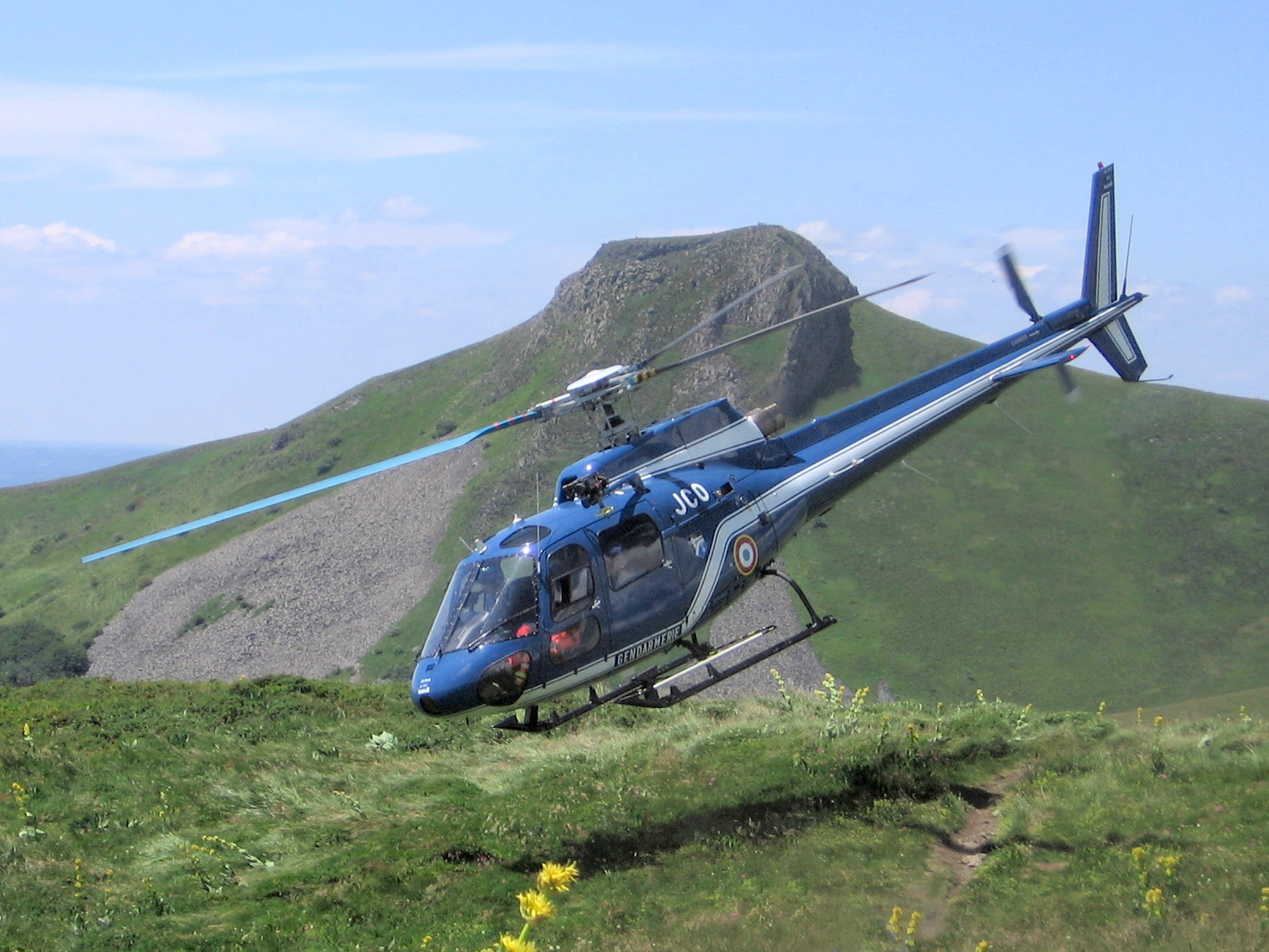
Ein Hubschrauber vom Typ AS 350

Hubschrauber besitzen einen oder mehrere angetriebene (nahezu) waagerechte Rotoren, die Auftrieb und Vortrieb erzeugen. Die Regelung des Auftriebs erfolgt durch kollektive Rotorblattverstellung, die Lateralbewegung (Vorwärts-/Rückwärts- sowie Seitwärtsflug) durch die zyklische Rotorblattverstellung. Bei Hubschraubern mit nur einem Hauptrotor ist zum Ausgleich von dessen Drehmoment ein vertikaler Heckrotor nötig (siehe Heckrotor-Konfiguration).
Bei den meisten Hubschraubern drehen sich bei einem Ausfall des Motors die Rotorblätter durch den Fahrtwind weiter und erzeugen noch genug Auftrieb um das Fluggerät sicher notlanden zu können. Dieses Prinzip nennt sich Autorotation.

### Tragschrauber

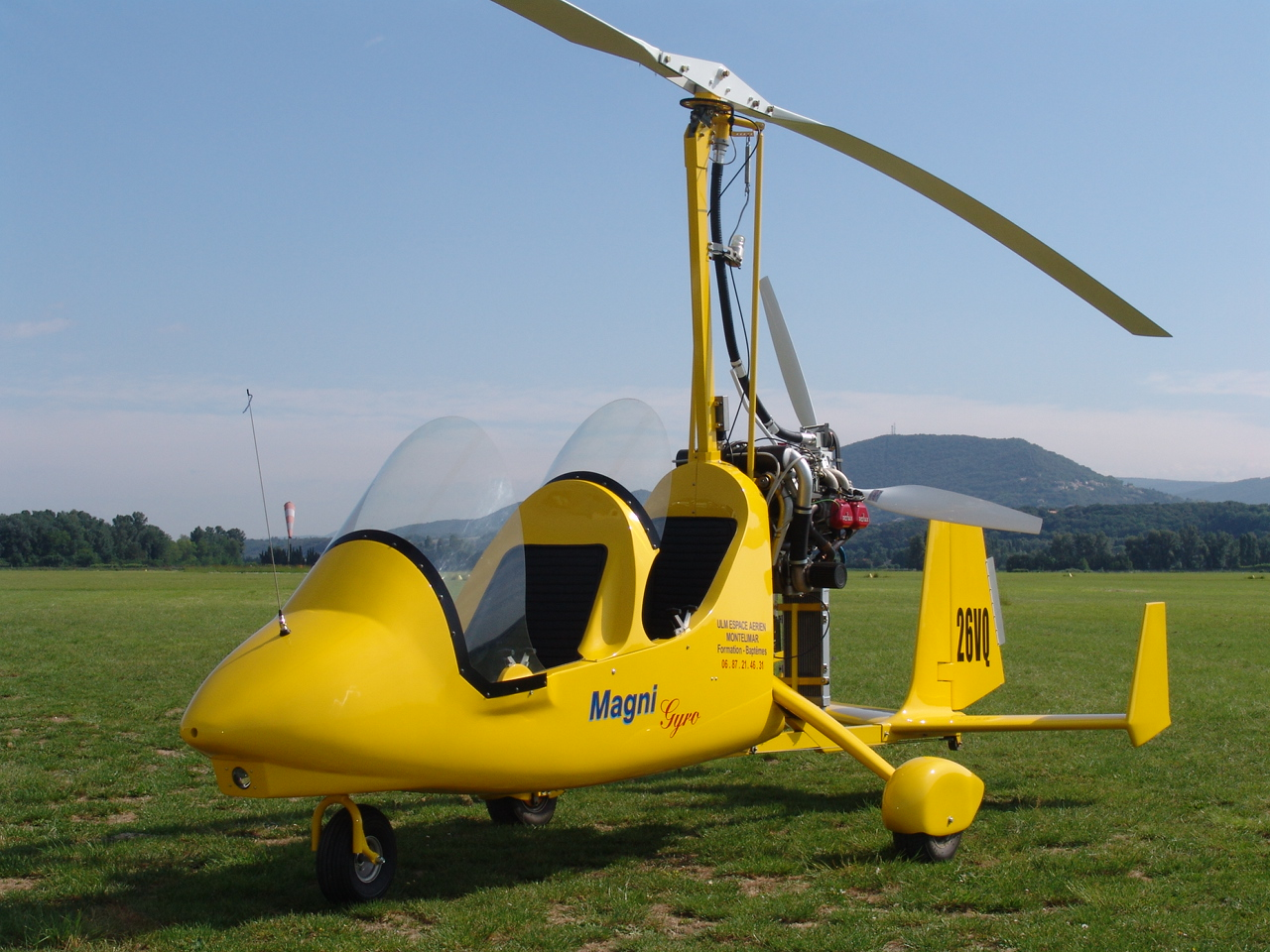
Ein moderner Tragschrauber. Für den Vortrieb sorgt ein Druckpropeller.

Beim Tragschrauber, auch Autogyro genannt, sorgt ein durch den Fahrtwind, nicht durch ein Triebwerk, in Autorotation angetriebener Rotor für den Auftrieb. Der Rotor ersetzt dabei funktional den starren Tragflügel des Flächenflugzeugs. Für den Vortrieb muss ein Zug- oder Schubtriebwerk sorgen, ein Heckrotor ist durch den passiven Antrieb des Hauptrotors nicht nötig.

### Flugschrauber
Flugschrauber erzeugen ihren Vortrieb ebenfalls durch Schub- oder Zugtriebwerke. Im Gegensatz zum Tragschrauber wird hier aber auch der für den Auftrieb sorgende Hauptrotor direkt durch ein Triebwerk angetrieben. Flugschrauber stellen somit eine Mischform aus Hub- und Tragschrauber dar.

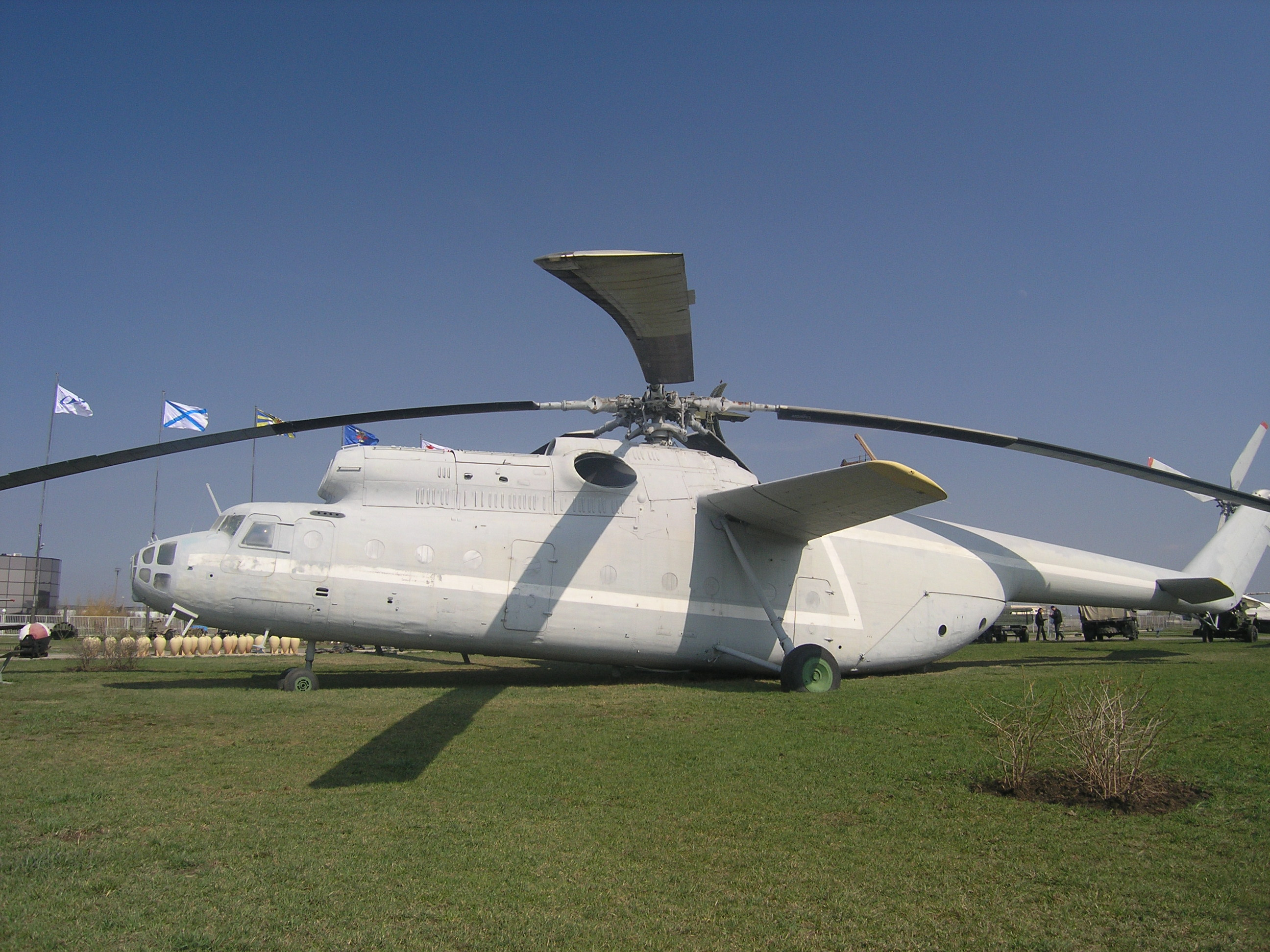
Mil Mi-6: Ein Verbundhubschrauber

### Hybride aus Dreh- und Starrflüglern

#### Verbundhubschrauber
Der Verbundhubschrauber ist eine Sonderform des Hubschraubers, die zusätzlich über feste Tragflügel, auch in Form von Stummelflügeln verfügt. Diese übernehmen beim Reiseflug einen Teil des Auftriebs. Beim Schwebeflug verringern sie jedoch die Leistungsfähigkeit des Hauptrotors, da sie sich in seinem Abwind befinden.

#### Kombinationsflugschrauber

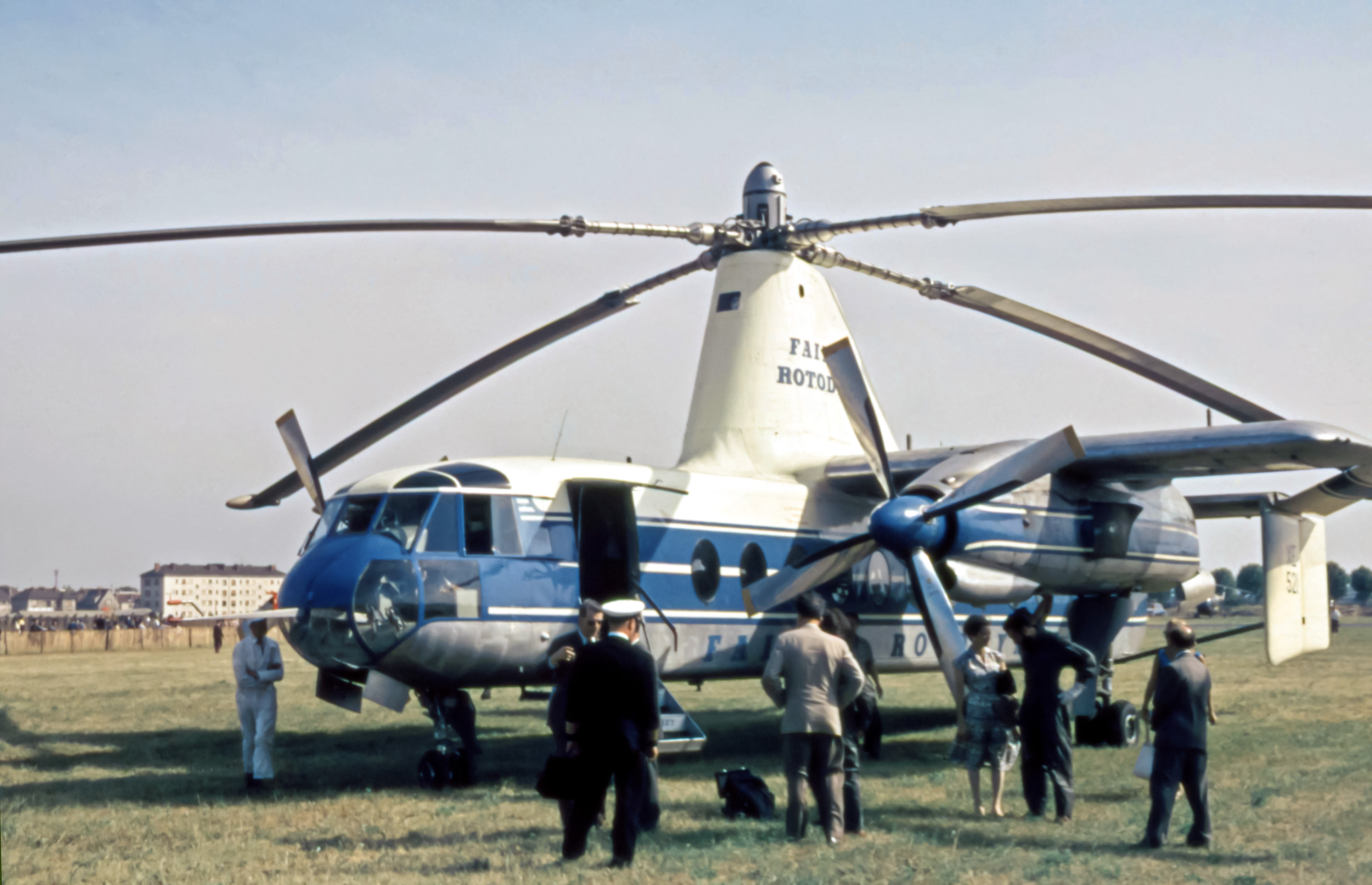
Fairey Rotodyne: Ein Kombinationsflugschrauber

Der Kombinationsflugschrauber ist eine Weiterentwicklung des Flugschraubers, die – ähnlich wie beim Verbundhubschrauber – feste Tragflächen besitzt. Beim Senkrechtstart übernimmt der Rotor den Auftrieb, beim Reiseflug übernehmen Schub- oder Zugtriebwerke den Vortrieb, Tragflächen und Rotoren den Auftrieb. Der Rotor kann beim Reiseflug teils auf niedrigen Widerstand eingestellt und abgekuppelt oder als zusätzliche Tragfläche genutzt werden (z. B. Boeing X-50 und Sikorsky X-wing). Da der Auftrieb im Vorwärtsflug nicht (nur) durch den drehenden Rotor erzeugt wird, sind höhere Flugleistungen als beim Hubschrauber möglich. Eine aktuelle Entwicklung dieser Art ist z. B. der Sikorsky X2.

#### Wandelflugzeug

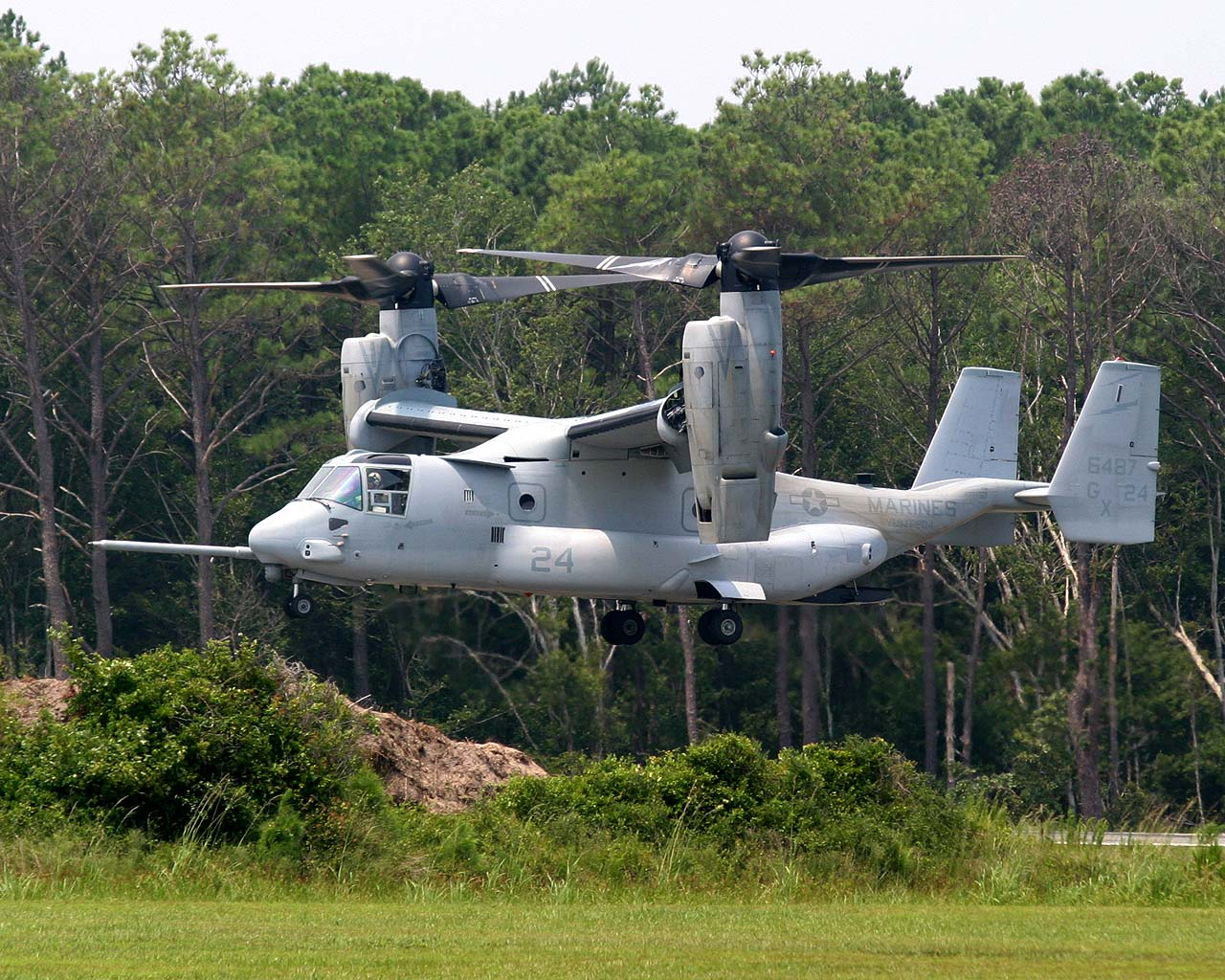
Tiltrotor Bell-Boeing V-22 Osprey

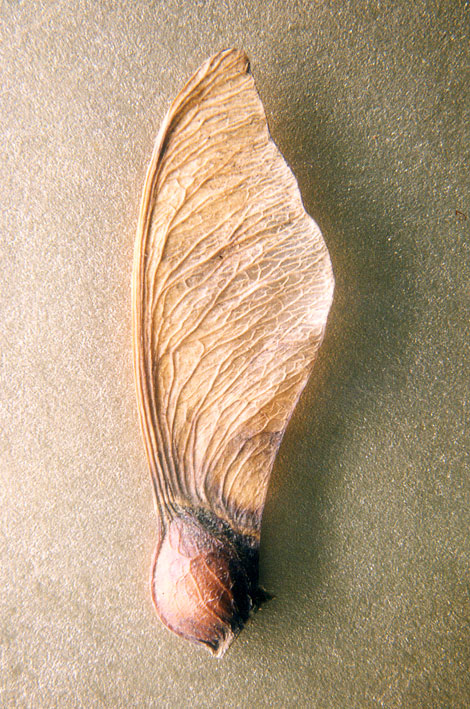
Samen von Ahorn u. a. Pflanzen nutzen Autorotation zum Fliegen (Meteorochorie)

Wandelflugzeuge, auch als Verwandlungsflugzeuge oder Verwandlungshubschrauber bezeichnet, nutzen beim Senkrechtstart die Konfiguration eines Hubschraubers. Beim Übergang zum Vorwärtsflug werden sie zum Starrflügler umkonfiguriert. Sie kombinieren so Vorteile von Drehflügler und Starrflügler. Die Wandlung erfolgt meist durch Kippen des Rotors, der dann als Zugtriebwerk arbeitet – Kipprotor oder Tiltrotor genannt (z. B. Bell-Boeing V-22). Zu den Wandelflugzeugen gehören auch Kippflügel-, Schwenkrotor-, Einziehrotor- und Stopprotorflugzeuge. Die meisten nicht durch Strahltriebwerke angetriebenen Senkrechtstarter (VTOL-Flugzeuge) gehören zu den Wandelflugzeugen.

## Entwicklungsgeschichte
Siehe auch: Entwicklungsgeschichte der Hubschrauber
Die Anzahl der natürlichen Vorbilder für Drehflügler ist im Vergleich zu denen der Flächenflugzeuge gering. Die wenigen vorhandenen Vorbilder funktionieren darüber hinaus allesamt nach dem Prinzip der Autorotation – sie sind antriebslos und nicht steuerbar. Daher ist es nicht verwunderlich, dass die Konstruktion voll funktionstüchtiger Drehflügler verhältnismäßig langsam vonstattenging.
Kinderspielzeuge, die ähnlich wie fallende Ahornsamen funktionieren, gab es in China vermutlich bereits vor 4000 Jahren, in Europa ist ihre Existenz mindestens seit dem 14. Jahrhundert nachgewiesen. Die ersten nachweisbaren Überlegungen zu einem manntragenden Drehflügler stammen aus dem 15. Jahrhundert: Leonardo da Vinci skizzierte um 1487–1490 in seinen sogenannten „Pariser Manuskripten“ die Flugschraube, ein Fluggerät, bestehend aus einer Plattform mit einem senkrechten Mast, um den eine Art Archimedische Schraube rotiert.
Im 18. und 19. Jahrhundert folgten von unterschiedlichen Personen mehrere Entwürfe, deren Umsetzung aber unter anderem daran scheiterte, dass die damaligen Dampfmaschinen eine zu geringe Leistungsdichte hatten und somit kein geeigneter Antrieb zur Verfügung stand.
Die damalige Verwendung von Koaxialrotoren bzw. Tandemrotoren (oder der heute verbreiteten Kombination aus Haupt- und Heckrotor) zeigt jedoch, dass bereits zu diesem Zeitpunkt die Notwendigkeit eines Drehmomentausgleichs bekannt war. Als zu Beginn des 20. Jahrhunderts die Ottomotoren immer besser verfügbar wurden, konnten schließlich erste Erfolge verzeichnet werden. Waren die ersten Flüge noch kurz und ungesteuert, sorgte u. a. die Entwicklung der Taumelscheibe dafür, dass um 1930 Flüge von mehreren Minuten Dauer durchgeführt werden konnten, bei denen Strecken von mehreren Hundert Metern zurückgelegt wurden.

Tragschrauber: Prinzip und erste flugfähige Modelle
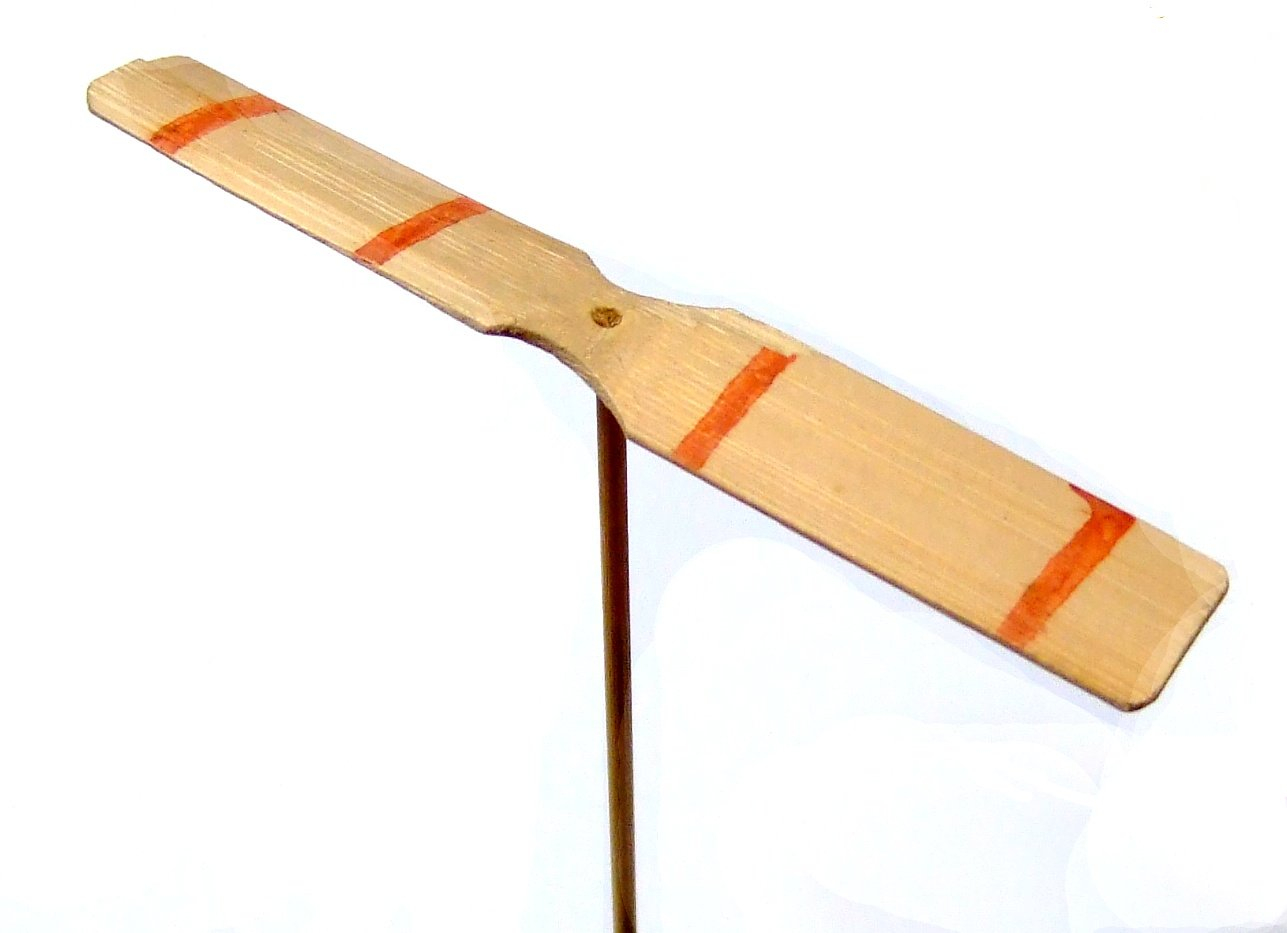
Kinderspielzeug: funktioniert ähnlich wie Ahornsamen
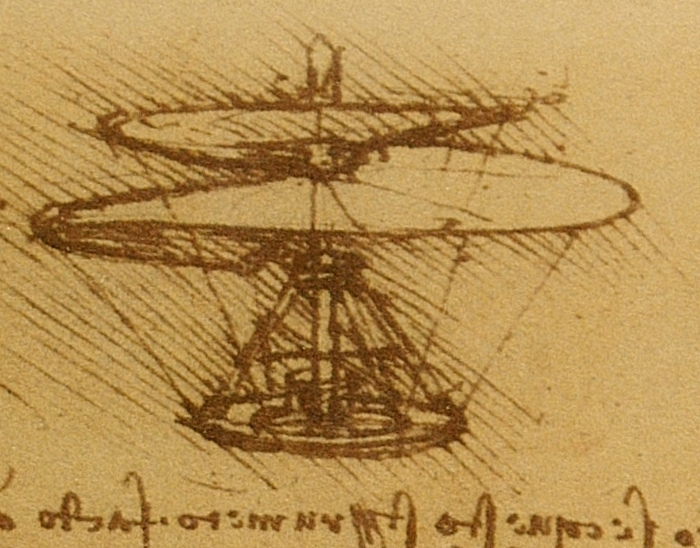
Flugschraube: Skizze von Leonardo da Vinci,  um 1490
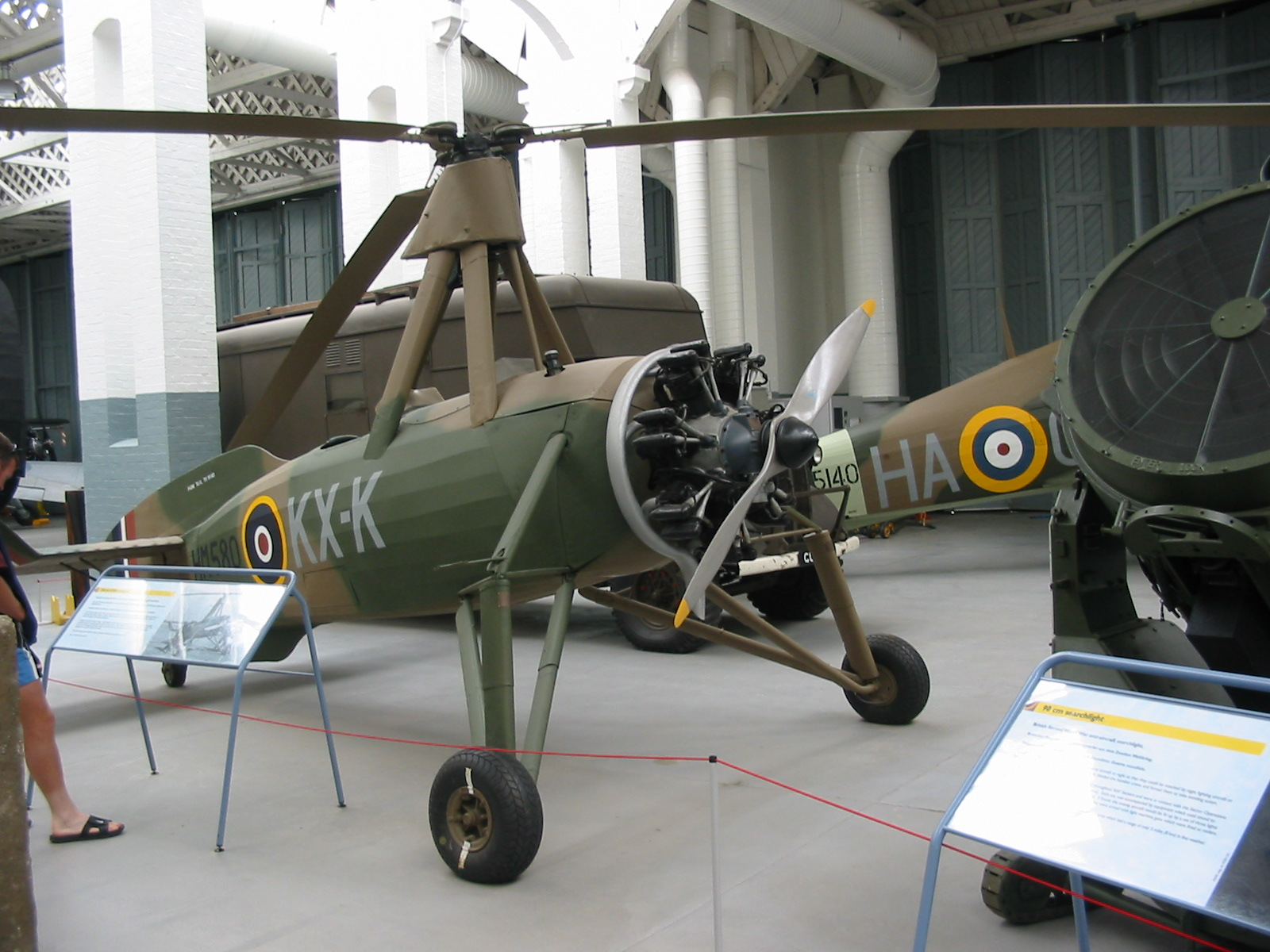
Cierva C.30: flugfähiges Modell von Juan de la Cierva
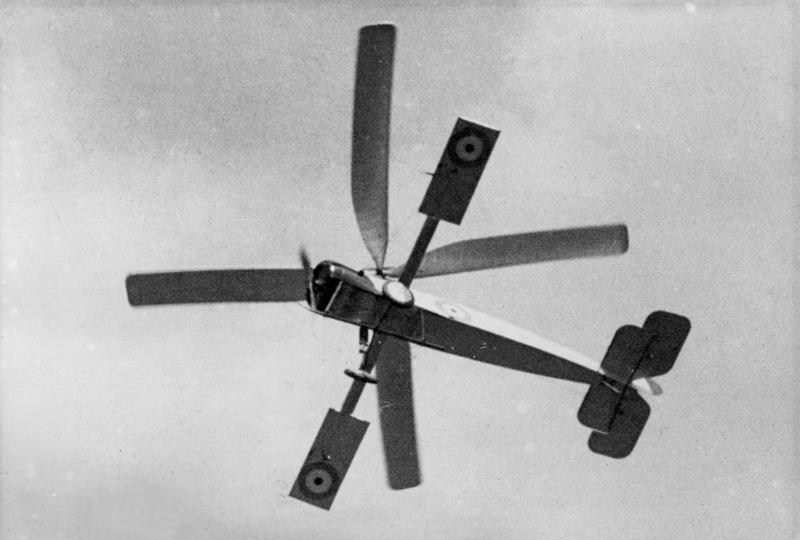
Cierva Autogiro-Tragschrauber (1930 Vorführung in Croydon, England)
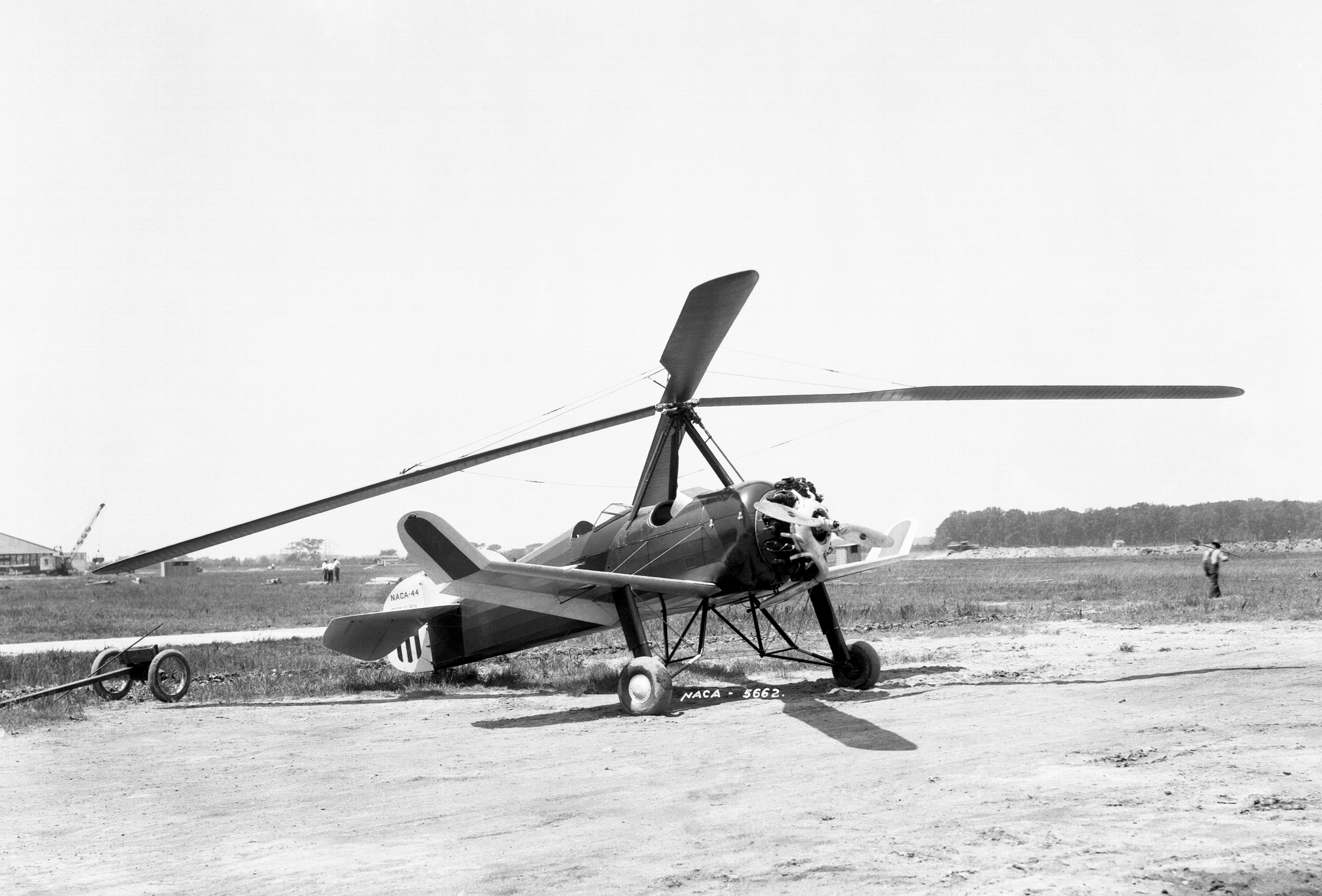
Pitcairn PCA-2
- Cierva C.24 (1932, Video)

### Erste Tragschrauber
Entscheidenden Beitrag dazu leistete unter anderem der Spanier Juan de la Cierva. Sein Ziel war nicht die Konstruktion eines Hubschraubers, sondern die eines überziehsicheren Flugzeuges. Dazu ersetzte er die starren Tragflächen durch einen vom Fahrtwind angetriebenen Rotor und hatte damit das Konzept des Tragschraubers erfunden, den er dann unter dem Namen Autogiro vermarktete. Im Zuge der Weiterentwicklung seiner frühen Konstruktionen erfand er mit Schlag- und Schwenkgelenk zwei wichtige neue Baukomponenten.

### Entwicklung des Hubschraubers

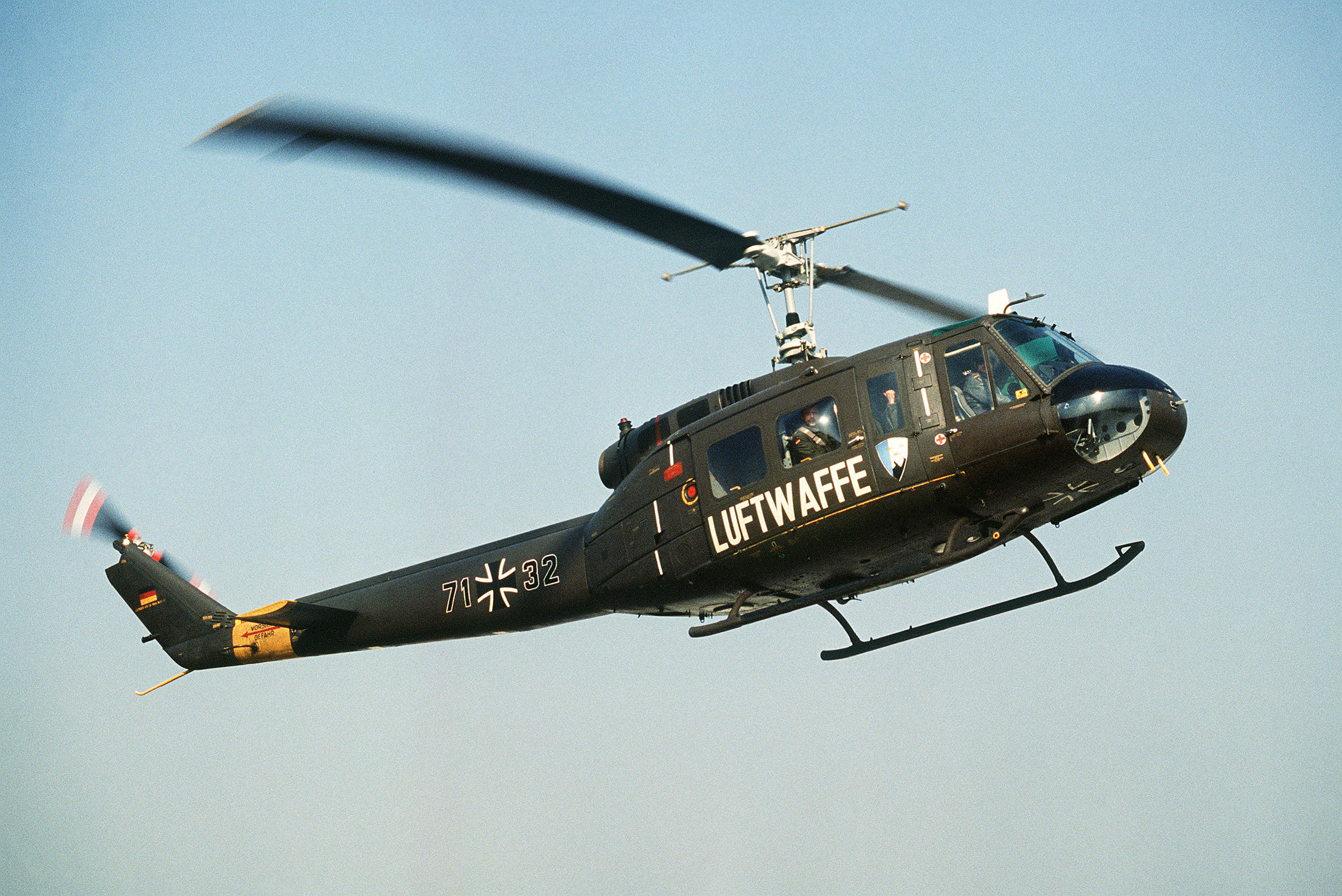
Bell UH-1 „Huey“
seit 1958 über 16.000-mal gebaut

In den frühen 1930er Jahren konstruierten Louis Bréguet und Rene Dorand mit dem Gyroplane-Laboratoire den wohl ersten nutzbaren Hubschrauber, der über längere Zeit stabil flog. Er hielt alle internationalen Rekorde für Hubschrauber, bis im Juni 1937 der Focke-Wulf Fw 61 die Spitzenposition übernahm. Beide Modelle waren aber Prototypen und blieben Unikate. Die ersten in Serie gebauten Hubschrauber waren ab 1941 schließlich der Flettner Fl 282 und der Focke-Achgelis Fa 223.
Etwa mit Beginn der 1940er Jahre wurde weltweit verstärkt die Entwicklung von Hubschraubern in Angriff genommen. Mit der Zeit etablierte sich die heute übliche Konfiguration mit Haupt- und Heckrotor als Standard.
Während den Konzepten der Trag- und Flugschrauber zunächst noch kaum Beachtung geschenkt wurde, etablierte sich der Hubschrauber als vielseitig einsetzbares Arbeitsgerät. Bekannte Beispiele im zivilen Bereich sind die Rettungs- und Polizeihubschrauber. Beim Militär werden inzwischen je nach Aufgabengebiet hoch spezialisierte Militärhubschrauber eingesetzt.

### Renaissance der Tragschrauber
Mit Beginn des 21. Jahrhunderts begannen die Tragschrauber wieder an Popularität zu gewinnen. In Deutschland wurde dies vor allem dadurch begünstigt, dass kleine und leichte Tragschrauber inzwischen als Ultraleichtflugzeug zugelassen werden können. Mit der Musterzulassung der HTC MT-03 im Oktober 2003 wurde somit der Grundstein für eine neue Sparte des Luftsports gelegt. In den folgenden Jahren stieg die Zahl der ultraleichten Tragschrauber in Deutschland stetig an. Bei der 22. Deutschen Meisterschaft der Ultraleichtflieger 2011 auf dem Flugplatz Borkenberge wurde für die Tragschrauber erstmals eine eigene Klasse eingerichtet, in der allerdings nur zwei Maschinen am Wettbewerb teilnahmen.

### Flugschrauber
Ebenfalls im 21. Jahrhundert begann sich ein Einsatzzweck für Flugschrauber im militärischen Bereich abzuzeichnen. Die im Vergleich mit Hubschraubern höhere Geschwindigkeit und Reichweite sowie die niedrigere Geräuschentwicklung lassen weitere Missionsarten zu. Mit Sikorsky X2, Boeing X-50 und Eurocopter X3 entstanden mehrere Testmodelle, gefolgt vom möglichen Serienmodell Sikorsky S-97. Stand 2015 befindet sich darüber hinaus Sikorsky/Boeing SB-1 in der Entwicklung. In Konkurrenz stehen die Flugschrauber dabei mit den Wandelflugzeugen wie Bell-Boeing V-22 oder dem ebenfalls in Entwicklung befindlichen Bell V-280.

## Weiterführende Literatur
- Engelbert Zaschka: Drehflügelflugzeuge. Trag- und Hubschrauber. C.J.E. Volckmann Nachf. E. Wette, Berlin-Charlottenburg 1936, OCLC 20483709, DNB 578463172.
- U.S. Department of Transportation – Federal Aviation Administration – Flight Standards Service: Rotorcraft Flying Handbook (FAA-H-8083-21), 2000, faa.gov (Memento vom 5. November 2005 im Internet Archive) (PDF, 17 MB).